# J'ai pas les loves
J'ai pas les loves è un singolo dell'album L'école des points vitaux del gruppo hip hop francese Sexion d'Assaut.